# Vitorino Nemésio

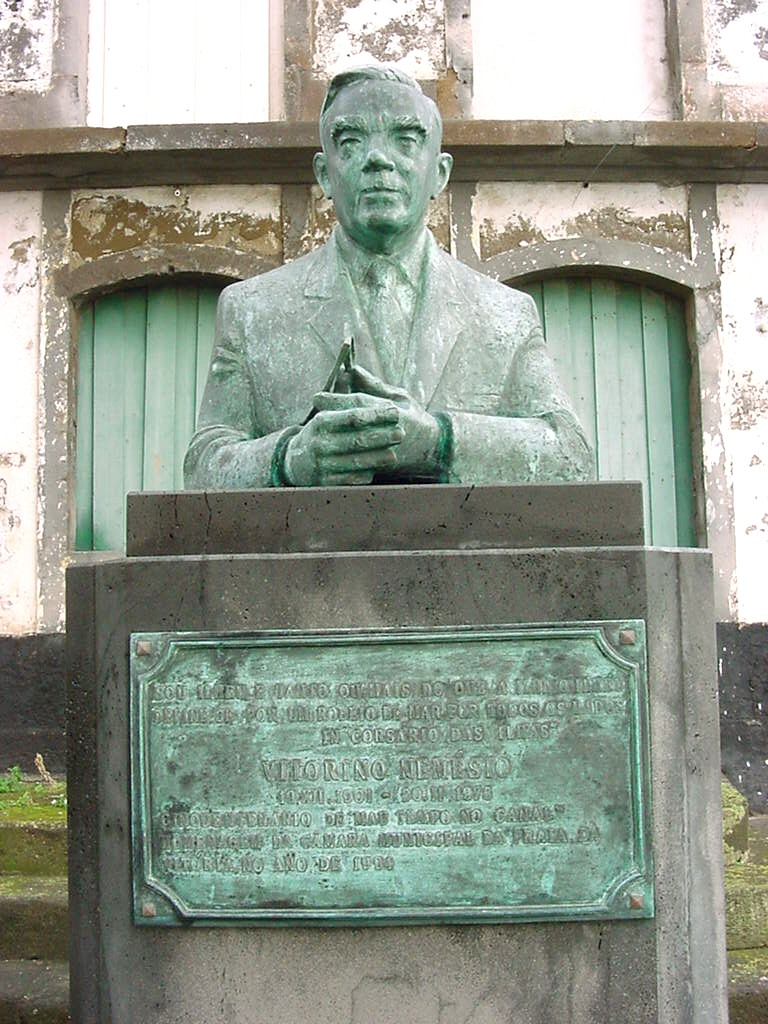
Büste Nemésios in seinem Heimatort Praia da Vitória

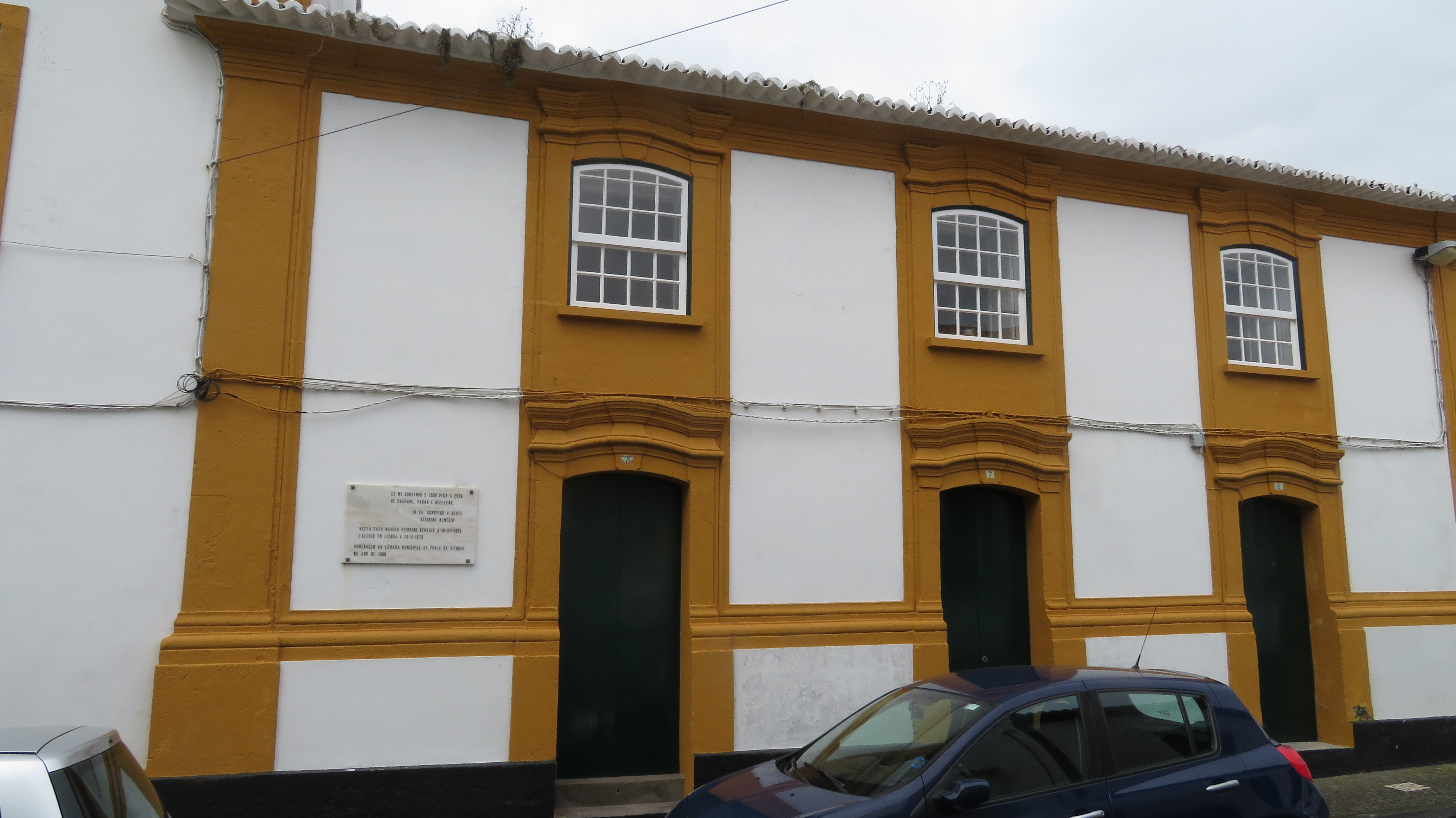
Geburtshaus Vitorino Nemésios in Praia da Vitória, Insel Terceira, Azoren, Portugal

Vitorino Nemésio (* 9. Dezember 1901 in Praia da Vitória, Terceira, Azoren; † 20. Februar 1978 in Lissabon; eigentlich Vitorino Nemésio Mendes Pinheiro da Silva) war ein portugiesischer Schriftsteller und Philologe, dessen Hauptaugenmerk auf die Darstellung des heimatlichen Lebens und der azoreanischen Geschichte gerichtet war. Daneben publizierte er symbolistische Lyrik, Biographien, Reiseberichte und Literaturkritiken.

## Leben
Nemésio wurde 1901 als Sohn einer Kaufmannsfamilie in Praia da Vitória auf der Azoreninsel Terceira geboren. Seit 1911 besuchte er das Gymnasium in Horta auf Faial, einem Drehkreuz des internationalen Schiffsverkehrs. Früh bekannte er sich zu republikanischen Ideen. Nach dem freiwilligen Militärdienst im Mutterland studierte er ab 1921 Rechtswissenschaften in Coimbra sowie ab 1925 Geschichte und ab 1930 Romanische Philologie in Lissabon. Von 1939 bis zu seiner Emeritierung war er Professor für Romanische Sprachen in Lissabon.
Nemésio trat vor allem als Lyriker, Romancier und Essayist in Erscheinung. Seinen ersten Lyrikband veröffentlichte er mit 16 Jahren. In Spanien begegnete er Miguel de Unamuno, dessen Konzept der Hispanidade ihn zur Schöpfung des Begriffs der Açorianidade anregte – ein Kürzel für die durch Geographie und Geschichte geprägte traditionalistisch-humanistische Mentalität der Azorianer. Als sein Hauptwerk gilt Mau Tempo no Canal (Schlechtes Wetter am Kanal), das die politischen und gesellschaftlichen Veränderungen auf den Azoren während seiner Zeit in Horta behandelt. Später schlug er metaphysische und religiöse Töne an.
Nemésios Werk ist bisher nicht ins Deutsche übersetzt worden. Er starb 1978 in Lissabon.

## Werke

### Poesie
- O Bicho Harmonioso (1938)
- Eu, Comovido a Oeste (1940)
- Nem Toda a Noite a Vida (1953)
- O Verbo e a Morte (1959)
- Canto de Véspera (1966)
- Sapateia Açoriana, Andamento Holandês e Outros Poemas (1976)

### Erzählungen und Romane
- Paço de Milhafre (1924)
- Varanda de Pilatos (1926)
- Mau Tempo no Canal (1944)

### Essays und Kritiken
- Sob os Signos de Agora (1932)
- A Mocidade de Herculano (1934)
- Relações Francesas do Romantismo Português (1936)
- Ondas Médias (1945)
- Conhecimento de Poesia (1958)

### Chroniken und Reiseberichte
- O Segredo de Ouro Preto (1954)
- Corsário das Ilhas (1956)
- Jornal do Observador (1974).